# Infurcitinea obscura
Infurcitinea obscura är en fjärilsart som beskrevs av Petersen 1973. Infurcitinea obscura ingår i släktet Infurcitinea och familjen äkta malar.
Artens utbredningsområde är Afghanistan. Inga underarter finns listade i Catalogue of Life.